# Tumbesnattskärra
Tumbesnattskärra (Nyctidromus anthonyi) är en fågel i familjen nattskärror.

## Utbredning och systematik
Fågeln förekommer i låglandet i sydvästra Ecuador och nordvästra Peru. Den behandlas som monotypisk, det vill säga att den inte delas in i några underarter.

## Status
Arten har ett begränsat utbredningsområde, men tros öka i antal. IUCN kategoriserar arten som livskraftig.

## Namn
Tumbes är en region i nordvästra Peru, tillika namnet på regionens huvudort samt en flod som rinner genom området. Fågelns vetenskapliga artnamn hedrar den amerikanske zoologen Harold Elmer Anthony (1890-1970).